# Matankari
Matankari este o comună rurală din departamentul Dogondoutchi, regiunea Dosso, Niger, cu o populație de 57.646 de locuitori (2001).